# Cotrimoxazol

Strukturformel von Trimethoprim

Strukturformel von Sulfamethoxazol

Cotrimoxazol ist die feste Kombination der beiden antibiotisch wirksamen Arzneistoffe Trimethoprim und Sulfamethoxazol im Dosisverhältnis 1:5.

## Klinische Angaben

### Anwendungsgebiete (Indikationen)
Cotrimoxazol ist ein antibiotisch wirksames Arzneistoffgemisch, das zur Behandlung von Infektionskrankheiten durch hiergegen empfindliche Erreger eingesetzt wird. Dazu zählen insbesondere Infektionen der oberen und unteren Atemwege, einschließlich der Pneumocystis-jirovecii-Pneumonie; HNO-Infektionen ausgenommen der Streptokokken-Angina; Infektionen der Nieren und der ableitenden
Harnwege; Infektionen der weiblichen und männlichen Geschlechtsorgane einschließlich Prostatitis, Ulcus molle und Lymphogranuloma venereum; Infektionen des Magen-Darm-Trakts, einschließlich Typhus, Paratyphus Serotyp A und B, Shigellose und Reisediarrhö sowie Salmonellenenteritis mit septischen Krankheitsverläufen bei abwehrgeschwächten Patienten. Weitere Indikationen umfassen Brucellosen, Nocardiosen, das nicht echt mykotische Myzetom und die südamerikanische Blastomykose. Die Kombination Trimethoprim + Sulfamethoxazol wurde 1977 von der Weltgesundheitsorganisation (WHO) in die Liste der unentbehrlichen Arzneimittel der Weltgesundheitsorganisation aufgenommen.
Eine weitere Anwendung findet sich bei der Behandlung der Granulomatose mit Polyangiitis (ehemals als Wegener Granulomatose oder Morbus Wegener bezeichnet) als Therapieversuch im Initialstadium. Der Wirkmechanismus ist hierbei noch unbekannt.

### Art und Dauer der Anwendung
Bei einer Pneumocystis-jirovecii-Pneumonie beträgt die Dosierung bis zum 5-fachen der Standarddosis. Bei einer Niereninsuffizienz muss die Dosis gegebenenfalls reduziert werden. In einem fortgeschrittenen Stadium der Niereninsuffizienz ist die Anwendung von Cotrimoxazol kontraindiziert.

### Gegenanzeigen (Kontraindikationen)
Außer bekannte Überempfindlichkeiten gegen Sulfonamide, Trimethoprim oder verwandte Substanzen gelten das Erythema multiforme, krankhafte Blutbildveränderungen, ein angeborener Glucose-6-Phosphat-Dehydrogenase-Mangel der roten Blutkörperchen, Nierenschäden oder eine hochgradige Niereninsuffizienz mit Kreatinin-Clearance von unter 15 ml/min, schwere Leberschäden oder Leberfunktionsstörungen und akute Porphyrie als absolute Kontraindikationen. Ebenso darf Cotrimoxazol nicht bei Frühgeborenen oder bei Neugeborenen mit Hyperbilirubinämie oder Glucose-6-Phosphat-Dehydrogenase-Mangel der Erythrozyten angewendet werden.

### Wechselwirkungen mit anderen Medikamenten
Beide wirksamen Bestandteile des Cotrimoxazols können Wechselwirkungen mit anderen Arzneistoffen eingehen. So kann Sulfamethoxazol zu einer Verstärkung der blutgerinnungshemmenden Wirkung von 4-Hydroxycumarinen führen. Ebenfalls ist eine Verstärkung der blutzuckerspiegelsenkenden Wirkung von Sulfonylharnstoffe durch Sulfamethoxazol zu beobachten. Trimethoprim wird mit einer Hemmung der Ausscheidung und damit mit einer Wirkungsverstärkung von Phenytoin, herzwirksamen Glykosiden und Procainamid assoziiert. Die Relevanz eines möglichen Einflusses auf die freie Plasmakonzentration von gleichzeitig verabreichten Methotrexat oder auf die Wirksamkeit der Antibabypille gilt hingegen als fraglich.

### Unerwünschte Wirkungen (Nebenwirkungen)
Cotrimoxazol besitzt ein als günstig eingestuftes Sicherheitsprofil mit einem gut definierten und daher kalkulierbaren Nebenwirkungsspektrum. Zu den häufigsten unerwünschten Wirkungen des Cotrimoxazols mit etwa 3 bis 8 % zählen Störungen des Verdauungssystems, wie Übelkeit, Erbrechen und Appetitlosigkeit sowie seltener Durchfall, Glossitis und Stomatitis. Die Lebertoxizität des Cotrimoxazols ist mit der anderer Antibiotika vergleichbar.
Hautreaktionen treten mit einer Häufigkeit von etwa 3 bis 4 % auf. Diese schließen unter anderem makulopapulösen Ausschlag, Nesselsucht, diffuses Erythem, morbilliforme Läsionen, Erythema multiforme, Purpura und Photosensibilisierung ein. Schwere Hautreaktionen, wie das Stevens-Johnson-Syndrom oder das Lyell-Syndrom, treten selten auf.
Seltener werden schwere Störungen des Blutbilds, wie beispielsweise Anämie, Granulozytopenie, Agranulozytose und Thrombozytopenie, beobachtet. Vereinzelt wurde auch über psychische Störungen, insbesondere bei älteren Patienten, berichtet. Darüber hinaus kann Cotrimoxazol in einer hohen Dosierung zu einem Anstieg des Kaliumspiegels führen. Auch sind Herzrhythmusstörungen durch Verlängerung der QTc-Zeit möglich.

## Pharmakologische Eigenschaften

### Wirkungsmechanismus (Pharmakodynamik)

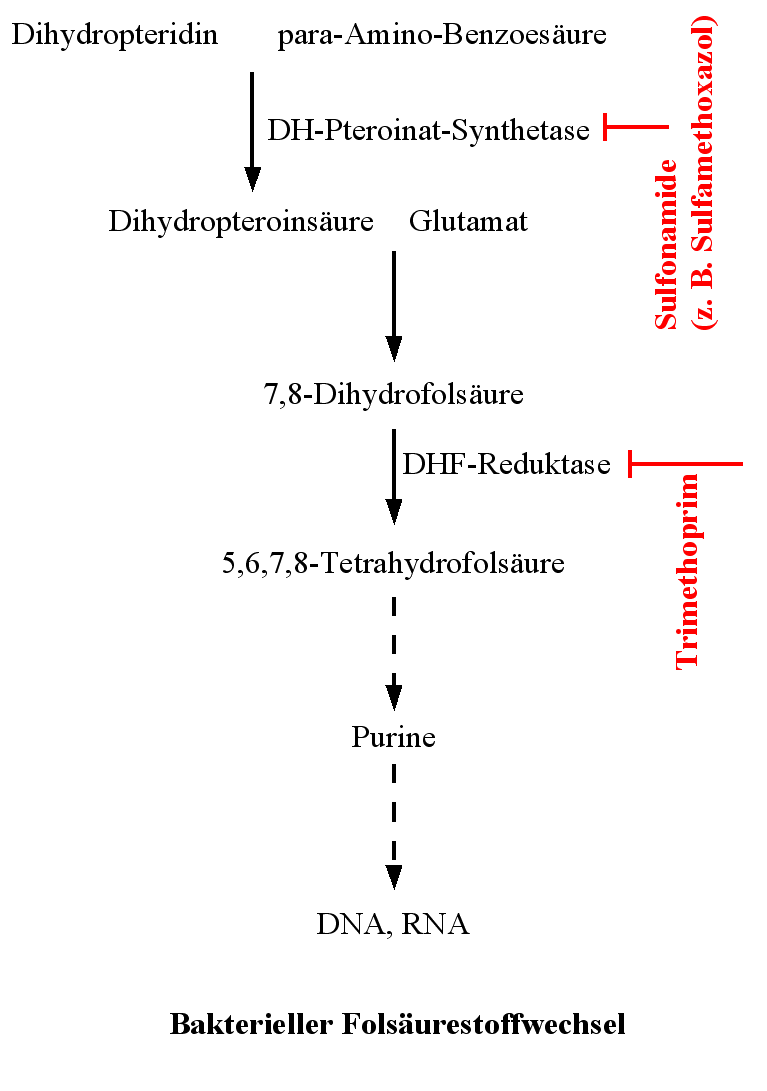
Bakterieller Folinsäurestoffwechsel

Die wirksamen Bestandteile des Cotrimoxazols, Sulfamethoxazol und Trimethoprim, hemmen die bakterielle Biosynthese der Tetrahydrofolsäure, der biologisch aktiven Form der Folsäure. Diese ist essenziell für die Bildung von Thymidin und der Purinbasen und somit für die Synthese der DNA. Sulfamethoxazol hemmt, wie auch andere Sulfonamide, kompetitiv das Enzym Folsäuresynthetase an der Bindungsstelle für das natürliche Substrat para-Aminobenzoesäure. Trimethoprim hemmt als ein Strukturanalogon der Dihydrofolsäure ein weiteres für den bakteriellen Folsäure-Stoffwechsel wichtiges Enzym, die Dihydrofolatreduktase.
In der Kombination ergibt sich zumindest in vitro ein synergistischer Effekt. Durch die Inhibition der Folsäuresynthese an zwei Stellen ergibt sich ein erweitertes Wirkspektrum und eine verzögerte Resistenzbildung.

### Aufnahme und Verteilung im Körper (Pharmakokinetik)
Aufgrund der sehr guten Bioverfügbarkeit von annähernd 100 % kann Cotrimoxazol fast immer oral als Tablette verabreicht werden. Es sind aber auch Präparationen zur intravenösen Anwendung erhältlich, ohne dass sich daraus ein wesentlicher pharmakokinetischer Unterschied ergibt.
Aus pharmakokinetischer Sicht sind die beiden Wirkstoffe gute Kombinationspartner, da die Halbwertszeit ähnlich ist (Trimethoprim 10–11 Stunden, Sulfamethoxazol 9–11 Stunden).
Beide Wirkstoffe werden vorwiegend über die Niere ausgeschieden, wobei Sulfamethoxazol zu einem relevanten Anteil zuvor in der Leber verstoffwechselt wird.

### Toxikologie

#### Überdosierung
Cotrimoxazol kann bereits ab einer Dosis von 3000 mg toxisch wirken. Überdosierungserscheinungen können mit einem oder mehreren Symptomen sowie Gesundheitsproblemen diagnostiziert werden:
- Ataxie
- Übelkeit und Erbrechen
- Leberteilung
- Immunschwäche
- Atembeschwerden
- Leukopenie
- Krämpfe
- Psychosen
- Depressionen
- Schweißausbrüche
- Übelkeit
- Hautausschlag
- toxische Gelbsucht

Ferner sind ab einer Dosis von 5000 mg Cotrimoxazol permanente Gehirnschädigungen, Nierenversagen, schwere Leberschäden und bei Frauen eine permanente Unfruchtbarkeit bekannt.

## Klassifikation der Wirkung auf Bakterien
Beide Bestandteile und auch die Kombination wirken bakteriostatisch. Nur bei sehr empfindlichen Mikroorganismen kann die Kombination auch bakterizid wirksam sein.

## Chemie
Sulfamethoxazol ist eine Substanz aus der Gruppe der Sulfonamide, die strukturell der para-Aminobenzoesäure (PABA) ähneln.
Trimethoprim ist eine Substanz aus der Gruppe der Diaminopyrimidine und hat strukturelle Ähnlichkeit mit der Dihydrofolsäure.

## Handelsnamen
Bactrim (D,CH), Drylin (D), Escoprim (CH), Eusaprim (D, A), Kepinol (D), Lagatrim (CH), Nopil (CH), TMS forte (D), zahlreiche Generika (D, A, CH)